# 福島交通石川出張所
福島交通石川出張所（ふくしまこうつういしかわしゅっちょうじょ）とは、福島県石川郡石川町双里に設置されている福島交通バス営業拠点である。営業所バス停留所は「石川営業所前」である。石川町・浅川町・古殿町・平田村・小野町・鮫川村・中島村・白河市・玉川村・須賀川市地区の路線バスを担当している。

## 概要
- 所在している石川郡石川町が福島運輸支局いわき自動車検査登録事務所管轄地区のため、所属車両のナンバーは「いわき」となっている。

## 沿革
- 1969年（昭和44年）12月10日- 現社屋新築

## 現行路線

### 新白河・石川線
- 石川営業所 - 石川荒町 - 石川駅前[1] - 猫啼 - 沢井局 - 刈敷坂 - 五箇郵便局 - 文化センター - 白河旭高校 - 白河駅前 - 道場小路 - 新白河駅
かつては石川 - 白河駅前の区間便があり、路線名も「白河・石川線」であった。白河営業所と共管。

### 鳥内橋線
- 鳥内橋 - 鳴亀 - 外槇 - 猫啼 - 石川駅前 - 石川荒町 - 石川営業所

### 母畑経由石川線
- 石川駅前 - 石川荒町 -（→ 石川営業所 →） - 新町四ツ角 - 天狗の入り - 中の湯 - 母畑元湯 - 古宿 - 明神前 - 狸森 - 欠の下 - 川東 - 北上野 - 中町 -（→公立病院前→） - 須賀川駅前
下記の「竜崎経由石川線」と共に、須賀川営業所と共管。

### 竜崎経由石川線
- 石川駅前 - 石川荒町 - （← 石川営業所 ←） - 石川町役場[2] - 大日向団地 - 野木沢駅前 - 川辺東口 - 玉川村役場前 - 泉郷駅前 - 竜崎東口 - 乙字ケ滝 - 稲荷田 - 牡丹園 - 中町 - （→公立病院前→） - 須賀川駅前
2015年4月1日実施のダイヤ改正により、須賀川方面からのダイヤは石川営業所バス停経由となった[3]。

### 仁田線
- 仁田 - 八ケ久保 - 大原 - 横川 - 古殿役場 - 田口高橋 - 八幡下 - 仙石清水 - 上双里 - 石川営業所 - 石川荒町 - 石川駅前
2007年9月末まではいわき市上遠野から仁田を通り、石川駅前までの「上遠野線」が運行されていた。

### 竹貫田線
- 竹貫田車庫 → 浪滝 → 百目鬼 → 横川 → 古殿役場 → 田口高橋 → 八幡下 → 明内 → 八幡下 → 仙石清水 → 上双里 → 石川営業所 → 石川荒町 → 石川駅前 → 石川町保健センター → 石川営業所
- 竹貫田車庫 ← 浪滝 ← 百目鬼 ← 横川 ← 古殿役場 ← 田口高橋 ← 八幡下 ← 明内 八幡下 ← 仙石清水 ← 上双里 ← 石川営業所 ← 石川荒町 ← 石川駅前[4][5]

### 有実線
- 有実上 → 下大久田 → 大原 → 横川 → 古殿役場 → 田口高橋 → 八幡下 → 仙石清水 → 上双里 → 石川営業所 → 石川荒町 → 石川駅前 →  石川町保健センター → 石川営業所
- 有実上 ← 下大久田 ← 大原 ← 横川 ← 古殿役場 ← 田口高橋 ← 八幡下 ← 仙石清水 ← 上双里 ← 石川営業所 ← 石川荒町 ← 石川駅前[6][7]

### 宝木経由鮫川線
- 湯の田温泉 - 鮫川役場 - 道少田 - 官沢入口 - 宝木 - 女庭 - 南山形 - 立ヶ岡 - 石川駅前 - 石川荒町 - 石川営業所

2019年10月1日、後述の石川・松森線と共に、沿線の「消防署前」バス停が「老人センター入口」に名称変更した。

### 名花線
- 上鵰巣（かみくまだかす） - 家の前 - 名花 - 矢造 - 高野 - 上双里 - 石川営業所 - 石川荒町 - 石川駅前[9]

### 石川・蓬田線
- 清水内 - 上蓬田 - 下鴇子[10] - 平田役場 - 上永田 - 北方 - 小平 - 後川 - 暮坪 - 矢造 - 高野 - 上双里 - 石川営業所 - 石川荒町 - 石川駅前[11]

### 石川・松森線
- 松森 - 須沢 - 石川駅 - 石川荒町 - 石川営業所

「石川・浅川線」として浅川車庫 - 浅川駅前 - 小野久保 - 松森 - 須沢 - 石川駅 - 石川荒町 - 石川営業所間を運行していたが、2018年10月1日、運行区間を短縮された。
2019年10月1日、前述の宝木経由鮫川線と共に、沿線の「消防署前」バス停が「老人センター入口」に名称変更した。

### 永田経由小平線
- 後川 - 小平 - 北方 - 上永田 - 平田役場 - 下鴇子 - 上鴇子 - 上羽出庭 - 阿勢婦 - 百目木沢 - 小野駅前[14] - 小野荒町 - 小野本町[15]

### 小野・石川線
- 小野駅前 - 小野営業所 - 小野高校前 - 宿後 - 町営住宅前 - 雁股田 - 山田 - 清水内 - 上蓬田  - 蓬田農協前 - 草場 - 母畑レークサイド - 中の湯 - 天狗の入り - 新町四ツ角 - 石川荒町 - 石川駅前[16][17]

## 石川出張所附近の施設など
- 福島県道14号いわき石川線（御斉所街道）
- 飛鳥川 (福島県)
- 町民グランド
- 福島県土木事務所
- 源平山
- 北須川
- 福島県道40号飯野三春石川線
- 福島県道140号石川鴇子線
- 石川町立石川小学校
- 石川町立石川中学校
- 石川町温水プール
- リオン・ドール石川店

## 参考資料
- 福島交通バス時刻表須賀川・石川管内
- 運賃表（販売用）
- バス路線案内県南版
  - いずれも2014年4月現在